# Divize (český fotbal)
Divize je v českém systému fotbalových soutěží označení 4. úrovně neboli „4. ligy“. Je rozdělena na šest dílčích divizí označených písmeny A až F, po 16 týmech. Celkem tedy hraje divizi vždy 96 klubů.
Jednotlivé divize pokrývají různé oblasti Česka, přičemž A, B, C jsou řízeny Řídící komisí pro Čechy a D, E, F Řídící komisí pro Moravu (zahrnuje i Slezsko a celou Vysočinu). Přesný územní rozsah se může proměňovat podle výsledků losování a dalších okolností, zhruba ale platí toto pokrytí:
- Divize A – Čechy jižně až západně od Prahy
- Divize B – Čechy severozápadně od Prahy
- Divize C – Čechy východně od Prahy
- Divize D – Jihomoravský kraj a Vysočina
- Divize E – Olomoucký a Zlínský kraj
- Divize F – Moravskoslezský kraj